# Sidarauka (obwód witebski)
Sidarauka (biał. Сідараўка; ros. Сидоровка, Sidorowka) – wieś na Białorusi, w obwodzie witebskim, w rejonie orszańskim, w sielsowiecie Barzdouka.
W pobliżu znajduje się przystanek kolejowy Sidarauka, położony na linii Orsza – Krzyczew.